# (658) Астерия
(658) Астерия (др.-греч. Ἀστερία) — небольшой астероид главного пояса, который принадлежит к светлому спектральному классу S. Он был открыт 23 января 1908 года германским астрономом Августом Копффом в обсерватории Хайдельберг и назван в честь Астерии, одной из амазонок или титанид согласно древнегреческой мифологии.

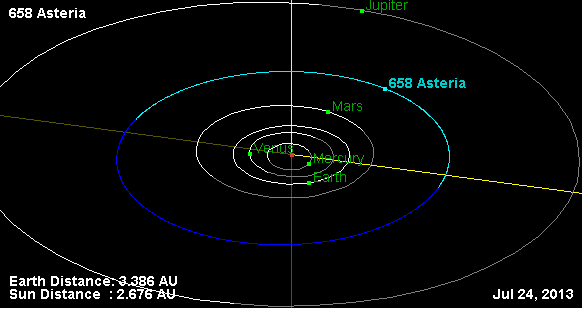
Орбита астероида Астерия и его положение в Солнечной системе